# Kathryn Bigelow
Pour les articles homonymes, voir Bigelow.
Kathryn Bigelow [ˈkæθɹɪn ˈbɪɡəˌloʊ] est une réalisatrice, scénariste et productrice américaine née le 27 novembre 1951 à San Carlos (Californie).
Elle est notamment connue pour avoir réalisé les films Point Break (1991), Strange Days (1995), Démineurs (2008) et Zero Dark Thirty (2012).
En 2010, elle devient la première femme cinéaste à recevoir l'Oscar du meilleur réalisateur, pour son film Démineurs.

## Biographie

### Formation et débuts dans le cinéma d'action (années 1990-2000)
Kathryn Bigelow, née à San Carlos, Californie, est la seule enfant de Gertrude Kathryn (née Larson 1917–1994), bibliothécaire, et de Ronald Elliot Bigelow (1915–1992), directeur d'usine de peinture. Sa mère était d'origine norvégienne. Elle est allée à l'école secondaire de Sunny Hills à Fullerton et à l'institution des arts de San Francisco en Californie. Elle étudie la théorie et la critique de cinéma à l'université Columbia où elle a notamment pour professeurs l'écrivaine Susan Sontag et le cinéaste Miloš Forman.
Après un court-métrage avec la violence pour toile de fond (The Set-up), et un film coréalisé avec Monty Montgomery (The Loveless), Kathryn Bigelow met en scène, en 1987, Aux frontières de l'aube (Near Dark), un film de vampires. La même année, elle réalise la vidéo de Touched by the Hand of God de New Order. Elle tourne ensuite Blue Steel, un film où une jeune policière (Jamie Lee Curtis) est poursuivie par un tueur psychopathe.
En 1991, elle remporte son premier grand succès commercial avec Point Break avec dans les rôles principaux Patrick Swayze et Keanu Reeves.
Son ex-mari James Cameron lui confie la réalisation d'un film d'anticipation dont il a écrit le scénario, Strange Days. Sorti en 1995, le film reçoit de bonnes critiques mais est un échec au box-office.
À la même époque, elle développe avec le scénariste Jay Cocks un projet qui lui tient à cœur, consacré à Jeanne d'Arc : Company of Angels. Mais ses recherches et son scénario sont repris par Luc Besson, qui devait produire le film avant de s'en désister à la suite d'un désaccord sur l'actrice pour incarner Jeanne. Besson concrétise sa propre version en 1999, et Bigelow lui intente un procès. L'affaire sera finalement réglée à l'amiable.
En 2000, alors que le thriller à moyen budget Le Poids de l'eau est un flop commercial, la cinéaste se voit confier la responsabilité de réaliser une grosse production - le plus gros budget de sa carrière, 100 millions de dollars. Ce thriller à suspense, nommé K-19 : Le Piège des profondeurs (K-19: The Widowmaker), sort en 2002. Essentiellement un huis-clos se déroulant dans le premier sous-marin nucléaire russe, elle y dirige Harrison Ford, face à Liam Neeson. Le film essuie cependant un cuisant échec commercial, ne rapportant que 66 millions de dollars, et divisant la critique.
Si en 2003, la cinéaste est membre du jury lors de la Berlinale, elle se retire bien des plateaux de cinéma. Elle ne revient vers la mise en scène qu'en 2004, afin de mettre en boîte le dixième et dernier épisode de l'éphémère série d'action Karen Sisco, avec Carla Gugino dans le rôle-titre.

### Retour au premier plan et reconnaissance critique (années 2010)

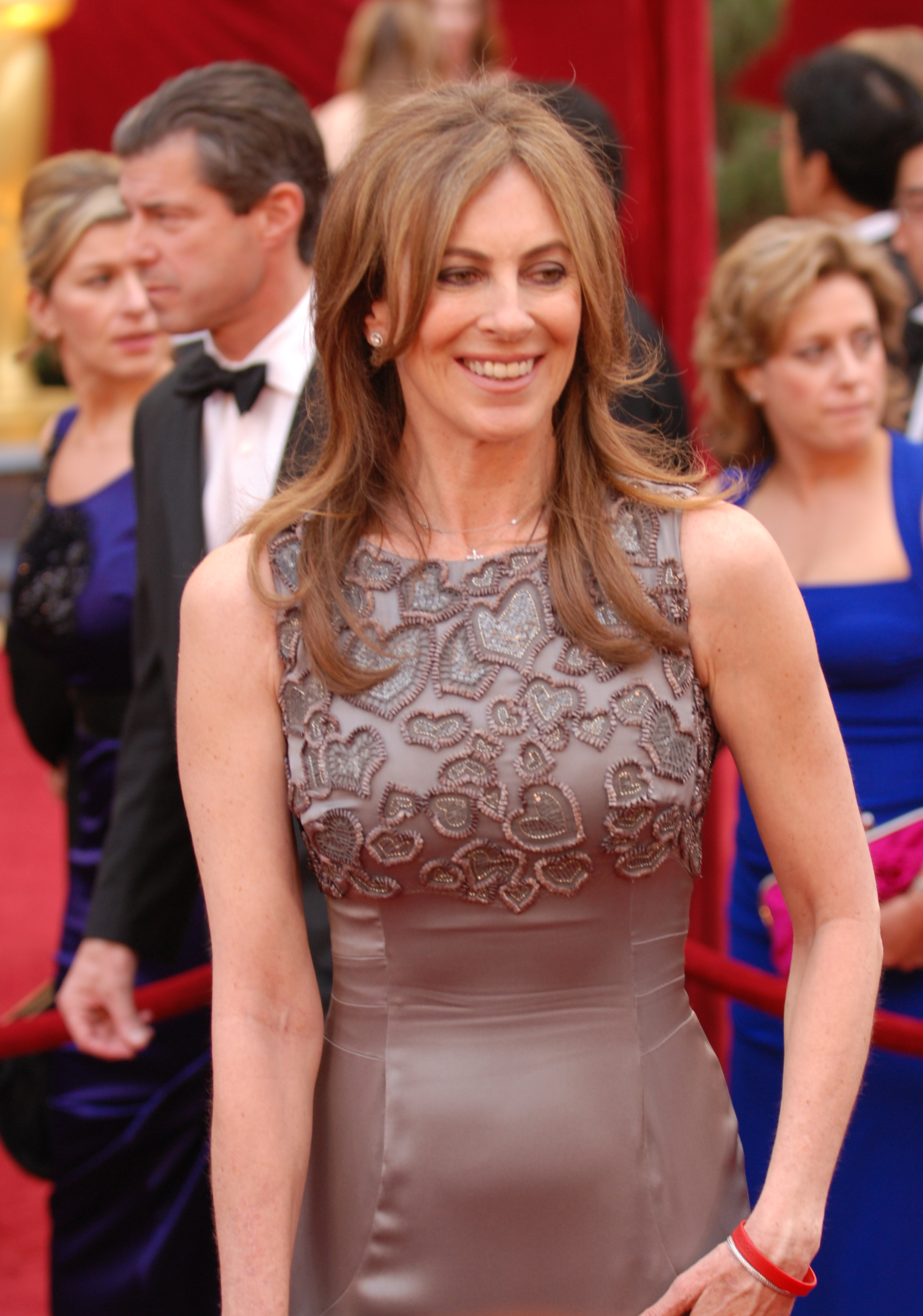
La cinéaste aux Oscars 2010 pour Démineurs.

Il faut attendre 2009 pour qu'elle revienne sur grand écran : c'est pour un film indépendant, le thriller de guerre Démineurs, avec un inconnu, Jeremy Renner, en tête d'affiche, dans le rôle d'un soldat spécialisé dans le déminage pendant la guerre d'Irak. Produit pour 15 millions, le film en rapporte 50 et reçoit des critiques dithyrambiques. En 2010, elle est la première femme à remporter le prix du meilleur film et du meilleur réalisateur pour Démineurs à la 63e cérémonie des BAFTA Awards. Quelques semaines plus tard, lors de la 82e cérémonie des Oscars, elle gagne également le trophée des catégories du meilleur film et du meilleur réalisateur. Le film obtient par ailleurs quatre autres récompenses. Ainsi devient-elle la première femme de l'histoire du cinéma à recevoir l'Oscar de la meilleure réalisation.
Elle revient dès décembre 2012 avec un autre projet, au sujet éminemment politique et poursuivant son exploration de la guerre en Irak : Zero Dark Thirty est consacré à la traque d'Oussama ben Laden par une équipe gouvernementale dirigée par Maya, une analyste de la CIA incarnée par Jessica Chastain. Lors de sa sortie en salles, le film remporte à la fois un succès critique et public, rapportant 132 millions de dollars de recettes mondiales pour un budget de 40 millions. Le film reçoit 5 nominations à la 85e cérémonie des Oscars et 4 aux 70e Golden Globes.
En 2017, elle revient avec un troisième long-métrage scénarisé par le journaliste Mark Boal, Detroit, drame historique sur les émeutes survenues dans la ville américaine de Détroit en 1967 et les événements survenus à l'Algiers Motel.
Son film suivant, A House of Dynamite, sortira sur Netflix fin 2025.

### Vie privée
Le 17 août 1989, Kathryn Bigelow épouse le réalisateur James Cameron. Le couple divorce en 1991[réf. nécessaire].

## Filmographie
Sauf indication contraire, les informations mentionnées dans cette section peuvent être confirmées par les bases de données cinématographiques IMDb et Allociné,  présentes dans la section « Liens externes ».

### Réalisatrice

#### Courts métrages
- 1978 : The Set-Up (court-métrage de 17 minutes, réalisé en tant que film étudiant à la Columbia Film School)
- 2007 : Mission zéro
- 2014 : Last Days

#### Longs métrages
- 1982 : The Loveless (coréalisé avec Monty Montgomery)
- 1987 : Aux frontières de l'aube (Near Dark)
- 1990 : Blue Steel
- 1991 : Point Break
- 1995 : Strange Days
- 2000 : Le Poids de l'eau (The Weight of Water)
- 2002 : K-19 : Le Piège des profondeurs (K-19: The Widowmaker)
- 2009 : Démineurs (The Hurt Locker)
- 2012 : Zero Dark Thirty
- 2017 : Detroit
- 2025 : A House of Dynamite

#### Télévision
- 1993 : Homicide (épisodes Fallen Heroes: Part 1 & 2 et Lines of Fire)
- 1993 : Wild Palms (épisode Hour 4)
- 2003 : Karen Sisco (épisode He Was a Friend of Mine)

### Productrice
- 2002 : K-19 : Le Piège des profondeurs (K-19: The Widowmaker) d'elle-même
- 2005 : The Inside : Dans la tête des tueurs (série télévisée) (productrice exécutive)
- 2009 : Démineurs (The Hurt Locker) d'elle-même
- 2015 : Cartel Land (documentaire) de Matthew Heineman
- 2016 : Mogadishu, Minnesota (TV) de K'Naan
- 2019 : Triple Frontière (Triple Frontier) de J. C. Chandor
- 2022 : Year Zero (série TV)
- 2025 : A House of Dynamite d'elle-même

### Scénariste
- 1982 : The Loveless (coécrit avec Monty Montgomery)
- 1985 : Equalizer (saison 1, épisode 5) (coécrit avec Maurice Hurley et Joel Surnow)
- 1987 : Aux frontières de l'aube (Near Dark) (coécrit avec Eric Red)
- 1990 : Blue Steel (coécrit avec Eric Red)
- 1996 : Undertow (coécrit avec Eric Red)
- 2005 : The Inside : Dans la tête des tueurs (série télévisée)

### Actrice
- 1983 : Born in Flames de Lizzie Borden

## Distinctions

### Récompenses
- 1988 : lauréate du Prix Silver Raven lors du Festival international du film fantastique de Bruxelles pour Aux frontières de l'aube (1987).
- 1996 : Saturn Award de la meilleure réalisatrice pour Strange Days (1995).

#### 2008
- 2008 : Lauréate du Trophée Young Cinema Award aux Venice Film Festival du meilleur film en compétition pour Démineurs (2008).
- 2008 : Lauréate du Trophée Human Rights Film Network Award aux Venice Film Festival pour Démineurs (The Hurt Locker) (2008).
- 2008 : Lauréate du Trophée Sergio Trasatti Award aux Venice Film Festival pour Démineurs (The Hurt Locker) (2008).
- 2008 : Lauréate du Trophée SIGNIS Award aux Venice Film Festival pour Démineurs (The Hurt Locker) (2008).

#### 2009
- 2009 : Washington DC Area Film Critics Association Awards de la meilleure réalisatrice pour Démineurs (The Hurt Locker) (2008).
- 2009 : Village Voice Film Poll de la meilleure réalisatrice pour Démineurs (The Hurt Locker) (2008).
- 2009 : St. Louis Film Critics Association de la meilleure réalisatrice pour Démineurs (The Hurt Locker) (2008).
- 2009 : Southeastern Film Critics Association Awards de la meilleure réalisatrice pour Démineurs (The Hurt Locker) (2008).
- 2009 : Seattle International Film Festival de la meilleure réalisatrice pour Démineurs (The Hurt Locker) (2008).
- 2009 : San Francisco Film Critics Circle de la meilleure réalisatrice pour Démineurs (The Hurt Locker) (2008).
- 2009 : Oklahoma Film Critics Circle Awards de la meilleure réalisatrice pour Démineurs (The Hurt Locker) (2008).
- 2009 : North Texas Film Critics Association de la meilleure réalisatrice pour Démineurs (The Hurt Locker) (2008).
- 2009 : New York Film Critics de la meilleure réalisatrice pour Démineurs (The Hurt Locker) (2008).
- 2009 : New York Film Critics Circle Awards de la meilleure réalisatrice pour Démineurs (The Hurt Locker) (2008).
- 2009 : Los Angeles Film Critics Association Awards de la meilleure réalisatrice pour Démineurs (The Hurt Locker) (2008).
- 2009 : London Critics Circle Film Awards de la meilleure réalisatrice pour Démineurs (The Hurt Locker) (2008).
- 2009 : Kansas City Film Critics Circle Awards de la meilleure réalisatrice pour Démineurs (The Hurt Locker) (2008).
- 2009 : Houston Film Critics Society Awards de la meilleure réalisatrice pour Démineurs (The Hurt Locker) (2008).
- 2009 : Houston Film Critics Society Awards du meilleur film pour Démineurs (The Hurt Locker) (2008) partagée avec Mark Boal et Greg Shapiro.
- 2009 : Gotham Awards du meilleur film pour Démineurs (2008) partagée avec Mark Boal (producteur), Nicolas Chartier (producteur) et Greg Shapiro.
- 2009 : lauréate du prix de la réalisatrice de l'année lors du Hollywood Film Festival.
- 2009 : Denver Film Critics Society de la meilleure réalisatrice pour Démineurs (The Hurt Locker) (2008).
- 2009 : Chicago Film Critics Association Awards de la meilleure réalisatrice pour Démineurs (The Hurt Locker) (2008).
- 2009 : Boston Society of Film Critics Awards de la meilleure réalisatrice pour Démineurs (The Hurt Locker) (2008).
- 2009 : Austin Film Critics Association de la meilleure réalisatrice pour Démineurs (The Hurt Locker) (2008).

#### 2010
- 2010 : Broadcast Film Critics Association Awards de la meilleure réalisatrice pour Démineurs (The Hurt Locker) (2008).
- 2010 : Iowa Film Critics Awards de la meilleure réalisatrice pour Démineurs (The Hurt Locker) (2008).
- 2010 : New York Film Critics Online de la meilleure réalisatrice pour Démineurs (The Hurt Locker) (2008).
- 2010 : Online Film & Television Association de la meilleure réalisatrice pour Démineurs (The Hurt Locker) (2008).
- 2010 : Online Film & Television Association du meilleur film pour Démineurs (The Hurt Locker) (2008) partagée avec Mark Boal et Greg Shapiro.
- 2010 : Online Film Critics Society Awards de la meilleure réalisatrice pour Démineurs (The Hurt Locker) (2008).
- 2010 : PGA Awards du meilleur film pour Démineurs (The Hurt Locker) (2008) partagée avec Mark Boal, Nicolas Chartier et Greg Shapiro.
- 2010 : Oscar du meilleur film et du meilleur réalisateur pour Démineurs (2008). Kathryn Bigelow est devenue la première femme à remporter l'Oscar du meilleur réalisateur.
- 2010 : BAFTA du meilleur film et du meilleur réalisateur pour Démineurs (The Hurt Locker) (2008).
- 2010 : AFI Awards du meilleur film de l'année pour Démineurs (The Hurt Locker) (2008).
- 2010 : Alliance of Women Film Journalists de la réalisation exceptionnelle de l'année pour Démineurs (The Hurt Locker) (2008).
- 2010 : lauréate du Prix Women's Image Award lors de l'Alliance of Women Film Journalists pour Démineurs (The Hurt Locker) (2008).
- 2010 : Alliance of Women Film Journalists de la meilleure réalisatrice pour Démineurs (The Hurt Locker) (2008).
- 2010 : Alliance of Women Film Journalists du meilleur film pour Démineurs (The Hurt Locker) (2008) partagée avec Mark Boal, Nicolas Chartier et Greg Shapiro.
- 2010 : National Society of Film Critics Awards de la meilleure réalisatrice pour Démineurs (The Hurt Locker) (2008).
- 2010 : Santa Barbara International Film Festival de la meilleure réalisatrice pour Démineurs (The Hurt Locker) (2008).
- 2010 : Toronto Film Critics Association Awards de la meilleure réalisatrice pour Démineurs (The Hurt Locker) (2008).
- 2010 : Vancouver Film Critics Circle de la meilleure réalisatrice pour Démineurs (The Hurt Locker) (2008).

#### 2012
- 2012 : Washington DC Area Film Critics Association Awards de la meilleure réalisatrice pour Zero Dark Thirty (2012).
- 2012 : San Francisco Film Critics Circle de la meilleure réalisatrice pour Zero Dark Thirty (2012).
- 2012 : Phoenix Film Critics Society Awards de la meilleure réalisatrice pour Zero Dark Thirty (2012).
- 2012 : New York Film Critics Circle Awards de la meilleure réalisatrice pour Zero Dark Thirty (2012).
- 2012 : National Board of Review de la meilleure réalisatrice pour Zero Dark Thirty (2012).
- 2012 : Dallas-Fort Worth Film Critics Association Awards de la meilleure réalisatrice pour Zero Dark Thirty (2012).
- 2012 : Chicago Film Critics Association Awards de la meilleure réalisatrice pour Zero Dark Thirty (2012).
- 2012 : Boston Society of Film Critics Awards de la meilleure réalisatrice pour Zero Dark Thirty (2012).
- 2012 : Boston Online Film Critics Association de la meilleure réalisatrice pour Zero Dark Thirty (2012).
- 2012 : Alliance of Women Film Journalists de la meilleure réalisatrice pour Zero Dark Thirty (2012).
- 2012 : Meilleur film à l'Alliance of Women Film Journalists pour Zero Dark Thirty (2012) partagé avec Mark Boal et Megan Ellison.

#### 2013
- 2013 : Meilleur film de l'année aux AFI Awards pour Zero Dark Thirty (2012) partagé avec Mark Boal et Megan Ellison.
- 2013 : Meilleure réalisatrice aux BAFTA/LA Britannia Awards pour Zero Dark Thirty (2012).
- 2013 : Georgia Film Critics Association de la meilleure réalisatrice pour Zero Dark Thirty (2012).
- 2013 : Vancouver Film Critics Circle de la meilleure réalisatrice pour Zero Dark Thirty (2012).